# Agrupación Deportiva Cerro de Reyes Badajoz Atlético
L'Agrupación Deportiva Cerro de Reyes Badajoz Atlético, spesso abbreviato in Cerro Reyes, era una società calcistica con sede a Badajoz, in Estremadura, in Spagna. Nel febbraio 2011, quando la squadra militava in Segunda División B, la società non seppe arginare il profondo dissesto economico, con numerosi giocatori che abbandonarono il club. Seguirono due partite in cui la squadra non scese in campo e conseguentemente la federazione escluse il club dal campionato.

## Tornei nazionali
- 1ª División: 0 stagioni
- 2ª División: 0 stagioni
- 2ª División B: 2 stagioni
- 3ª División: 9 stagioni

## Stagioni
| Stagione    | Categoria      | Posizione |  |
| ----------- | -------------- | --------- |  |
| dal 1980-81 | Cat. regionali | —         |  |
| al 1998-99  | Cat. regionali | —         |  |
| 1999/00     | 3ª             | 14°       |  |
| 2000/01     | 3ª             | 9°        |  |
| 2001/02     | 3ª             | 8°        |  |
| 2002/03     | 3ª             | 1°        |  |
| 2003/04     | 3ª             | 3°        |  |

| Stagione | Categoria | Posizione |
| -------- | --------- | --------- |
| 2004/05  | 3ª        | 3°        |
| 2005/06  | 3ª        | 2°        |
| 2006/07  | 2ªB       | 17°       |
| 2007/08  | 3ª        | 2°        |
| 2008/09  | 3ª        | 1°        |
| 2009/10  | 2ªB       | 14°       |
| 2009/10  | 2ªB       | Ritirato  |